# Асерак
Асерак (фр. Assérac) насеље је и општина у западној Француској у региону Лоара, у департману Атлантска Лоара која припада префектури Сен Назер.
По подацима из 2011. године у општини је живело 1.789 становника, а густина насељености је износила 54,36 становника/km². Општина се простире на површини од 32,91 km². Налази се на средњој надморској висини од 22 метара (максималној 49 m, а минималној 0 m).

## Демографија
| 1962. | 1968. | 1975. | 1982. | 1990. | 1999. | 2011. |
| ----- | ----- | ----- | ----- | ----- | ----- | ----- |
| 1.123 | 1.151 | 1.079 | 1.128 | 1.239 | 1.360 | 1.789 |

График промене броја становника у току последњих година